# 闪电-1导弹
閃電防空飛彈 (希伯來語：‎, lightning也音译为巴拉克-1导弹) 是一種以色列研發的垂直發射艦對空點防禦飛彈, 也可以反飛彈和無人機。

## 使用國

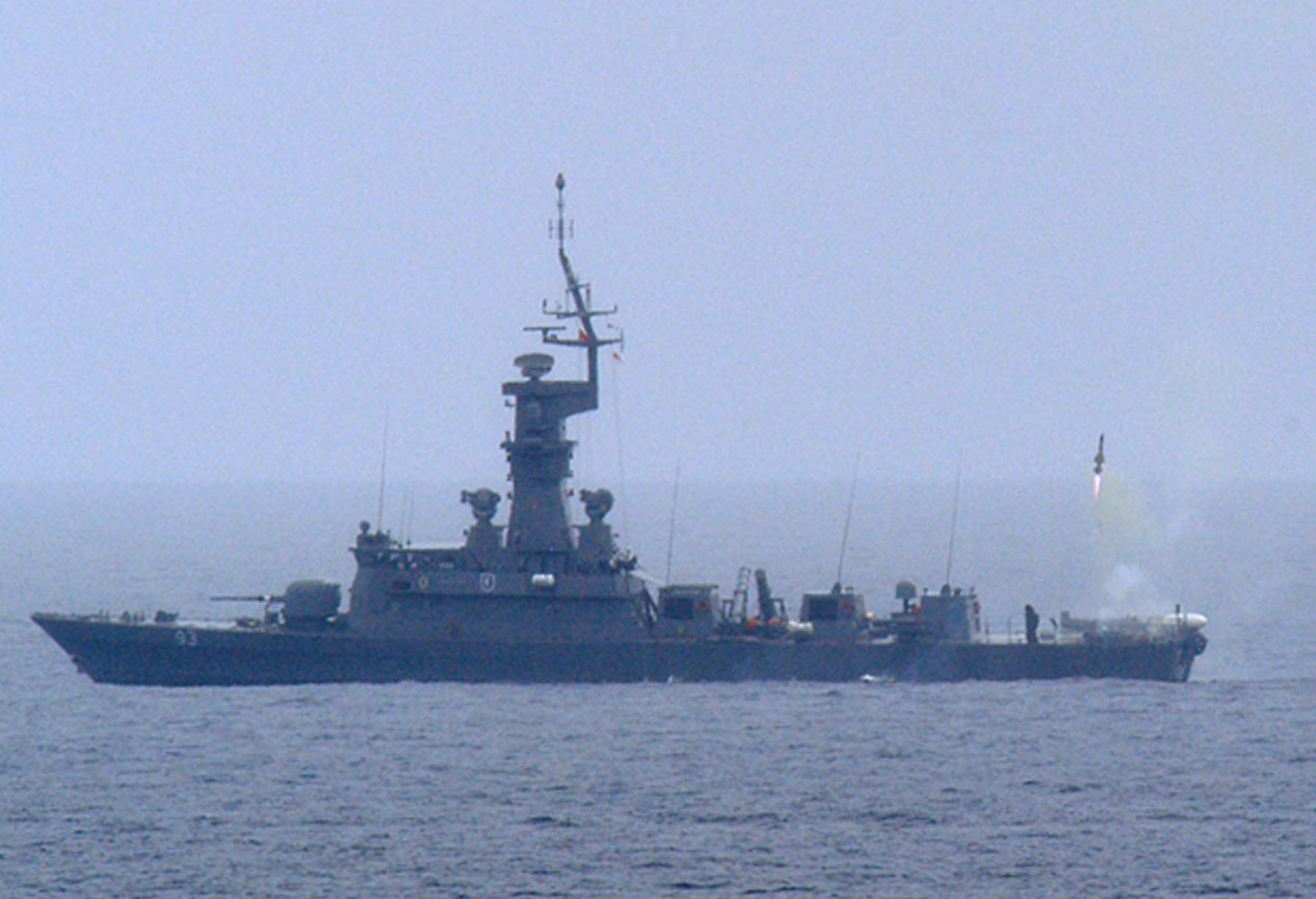
胜利级导弹护卫舰發射 Barak 1

- 智利
- 印度
- 以色列
- 新加坡
- 委內瑞拉

## 相关
闪电-8导弹

## 外部連結
- Barak 1 on IAI website （页面存档备份，存于）
- Barak 1 on Rafael website （页面存档备份，存于）
- Barak 1 brochure on Rafael website